# Premio Nacional de Escultura de Venezuela
El Premio Nacional de Escultura de Venezuela fue un galardón anual entregado a diversos artistas plásticos de ese país, específicamente ene le campo de la escultura. Fue uno de los primeros Premios Nacionales de Cultura que se entregaron a partir de 1940, junto con el Premio Nacional de Pintura y el Premio Nacional de Artes Aplicadas.
Al igual que el de Pintura, el Premio Nacional de Escultura se entregó hasta 1969.

## Galardonados
| Año  | Artista                 |
| ---- | ----------------------- |
| 1940 | Francisco Narváez       |
| 1941 | Desierto                |
| 1942 | Luis Chang              |
| 1943 | Ernest Maragall i Noble |
| 1944 | Germán Cabrera          |
| 1945 | Desierto                |
| 1946 | Fernando Valero         |
| 1947 | Desierto                |
| 1948 | Giuseppe Pizzo          |
| 1949 | Jacques Zwobada         |
| 1950 | Desierto                |
| 1951 | Cornelis Zitman         |
| 1952 | Elizabeth Evans         |
| 1953 | Eva Lote de Brinzey     |
| 1954 | Jorge Gori              |
| 1955 | Eduardo Francis         |
| 1956 | Desierto                |
| 1957 | Eduardo Gregorio        |
| 1958 | Víctor Valera           |
| 1959 | Desierto                |
| 1960 | Desierto                |
| 1961 | Abel Vallmitjana        |
| 1962 | Max Pedemonte           |
| 1963 | Harry Abend             |
| 1964 | Pedro Briceño           |
| 1965 | Edgard Guinard          |
| 1966 | Carlos Prada            |
| 1967 | Pedro Barreto           |
| 1968 | Elsa Gramcko            |
| 1969 | Marcel Floris           |

- Datos: Q5837629